# Centralismo sevillano

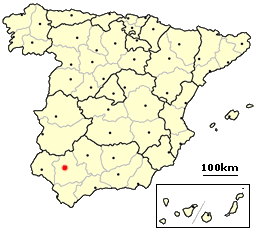
Ubicación de Sevilla en España.

El centralismo sevillano es una forma de centralismo atribuido a la ciudad y provincia de Sevilla y que históricamente ha sido percibido a escala regional y nacional desde varios territorios de España, incluida la propia Sevilla, como una acumulación de poder institucional, político y mediático, así como un acaparamiento de inversiones e infraestructuras públicas.

## Historia
Existen referencias al centralismo sevillano al menos desde la época de la Segunda República Española, periodo en el que fue un tema recurrente, sobre todo en el contexto del debate sobre la organización regional de Andalucía.

### Segunda República (1931-1939)
Durante la Segunda República se reabrió el debate sobre la regionalización político-administrativa de España. En el caso particular de Andalucía, el argumento del centralismo sevillano fue factor común para que provincias como Huelva por una parte y Almería, Granada y Jaén por otra parte, se posicionaran a favor de desarrollar proyectos autonómicos propios, al margen de la Andalucía de ocho provincias que proponía la Diputación Provincial de Sevilla.

#### Provincia de Huelva: la unión con Extremadura

Autonomía formada por Extremadura y Huelva, propuesta durante la II República.

Durante la Segunda República, en Huelva se extendió el deseo de constituir junto con Extremadura una autonomía de tres provincias. Uno de los principales condicionantes para evitar formar parte de una autonomía andaluza fue la sospecha de que el papel hegemónico sevillano supusiera en realidad la aparición de un centralismo de nuevo cuño en sustitución del de Madrid. La idea contra la unión regional con Sevilla se remonta al menos a 1873 durante la Primera República, cuando Huelva no secundó el movimiento cantonalista sevillano y apoyó al gobierno para permanecer independiente de la provincia de Sevilla cuando se votase la Constitución Federal, y se mantuvo firme hasta el final de la Segunda República.
Con el tema central del temor al centralismo sevillano y el convencimiento de que la región extremeña les depararía un trato de igualdad, los representantes de las fuerzas vivas onubenses se manifestaron de acuerdo en la idea de que Sevilla era el adversario natural de Huelva.

#### Provincias de Almería, Granada y Jaén: la Mancomunidad de Andalucía Oriental
Las fuerzas vivas de Granada retomaron el proyecto de creación de la Mancomunidad de Andalucía Oriental hasta que el inicio de la Guerra Civil lo paralizó. Al proyecto se sumaron los representantes institucionales de Almería y de Jaén, y entre los argumentos no faltaron las referencias al centralismo sevillano. Así, el presidente de la Cámara de Comercio de Jaén alertaba del «peligro que suponía un nuevo centralismo peor que el de Madrid», mientras que la prensa se hacía eco de opiniones en el mismo sentido:

Sevilla quiere ir al Estatuto de toda Andalucía para ella sola. Le hace falta a su vida económica hoy en crisis la capitalidad efectiva de una gran región como toda Andalucía, mas toda la Andalucía Oriental debe oponerse a estas pretensiones, que nos atarían como remolque a una ciudad, no a una región, sin que se nos permitiera la iniciativa ni aún en nuestros propios problemas.
Democracia (28 de enero de 1933)

Según Manuel Ruiz Lagos, la posición de Granada estaba en consonancia con el contencioso tradicional frente al centralismo sevillano, como podría reflejar la prensa:

ahora que se pretende sujetarnos a un absurdo centralismo sevillano (...) un fracaso de la proyectada excéntrica hegemonía sevillana sobre toda Andalucía (...)  Para centralismo, mal estará el de Madrid, pero mucho peor sería el de la bandera blanca y verde y el pasodoble flamenco.
Noticiero Granadino (9 de febrero de 1933)

La manía absorbente de aquella provincia andaluza tan mimada por el favoritismo (...) Hace falta la situación de privilegio en que siempre se ha desenvuelto, para gozar de un centralismo que la Historia y la Geografía desmienten (...) en el asunto de la autonomía andaluza se adjudicará el papel de Barcelona con respecto a Cataluña. Ahora, que ahí no somos Lérida (...) Nada justifica el excéntrico centralismo sevillano...
Noticiero Granadino (21 de junio de 1936)

En opinión del profesor Juan Antonio Lacomba Abellán, el temor a un centralismo sevillano o «antisevillanismo» fue factor aglutinante para que las tres provincias aceptaran ir de la mano hacia la Mancomunidad de Andalucía Oriental, aparte de los intereses específicos que tenía cada provincia.

### Transición Española
Tras la caída del Franquismo, las regiones de España iniciaron un camino hacia su autogobierno. En el caso particular de Andalucía, el fenómeno del centralismo sevillano fue un tema recurrente de confrontación entre los partidarios de constituir dos Andalucías -fundamentalmente la UCD de Granada- y los defensores de una Andalucía unitaria, como recogían los periódicos:

Pensar que en Sevilla ha existido un propósito centralista respecto al resto de la región es, además de una mezquindad, una solemne tontería que refleja ignorancia, porque en Sevilla no hubo nunca preocupación ni por su propia provincia, ni siquiera por sus barrios.
Editorial de Nicolás Salas, director del ABC de Sevilla (21 de mayo de 1980)

el presidente de la Diputación de Granada, José Sánchez Faba, afirmó que el triunfo del sí el 28-F supondría cambiar el centralismo madrileño por el centralismo sevillano. Las tesis del centralismo sevillano no son nuevas, y los señores Jiménez Blanco y Sánchez Faba, han usado y abusado de ellas con profusión sin que UCD les llame al orden (…) En Sevilla, no hay ni va a existir centralismo.
Editorial del ABC de Sevilla (21 de febrero de 1980)

## Formas de centralismo en la etapa democrática
El fenómeno del centralismo sevillano en la actualidad y en la historia reciente ha sido tratado en diferentes publicaciones, que lo han circunscrito especialmente al territorio de la comunidad autónoma de Andalucía y que lo han identificado con las siguientes formas:

### Centralismo administrativo
Manuel Clavero Arévalo, uno de los principales impulsores durante la Transición de la autonomía andaluza, criticó en 2002 el centralismo sevillano en la administración de la Junta de Andalucía y abogó por una descentralización interna.
Aunque no existen datos oficiales del grado de centralización de la administración autonómica, existen varios indicadores, como los 180 millones de euros que sumaban los sueldos de los funcionarios de los servicios centrales de la Junta en 2001, así como los resultados de un estudio realizado por Analistas Económicos de Andalucía, gabinete dependiente de Unicaja, que muestra que la diferencia en el producto interior bruto (PIB) entre Sevilla y Málaga quedaría reducida de 17 a 4 puntos si se quitara el peso que los servicios públicos tienen en las respectivas economías locales y si se restaran también las subvenciones públicas directas como las ayudas por explotación. Según los mismos analistas, Sevilla contaba con un «exceso» de servicios públicos cifrado en 510 millones de euros, y Málaga con un «déficit» de 300 millones. El diario La Opinión de Málaga se hizo eco de un informe de una organización social independiente, Rayya, que atribuía a Sevilla el 80% de las instituciones de la Junta de Andalucía.
A diferencia del expresidente de la Junta de Andalucía Manuel Chaves, que censuró que los alcaldes de las capitales de provincia discutieran por agravios territoriales, su sucesor José Antonio Griñán anunció en su investidura su intención de descentralizar la administración autonómica potenciando el poder local y provincial, cosa que fue interpretada como una propuesta de reducción del centralismo sevillano. Aun así, Griñán finalmente no descentralizó la Junta.

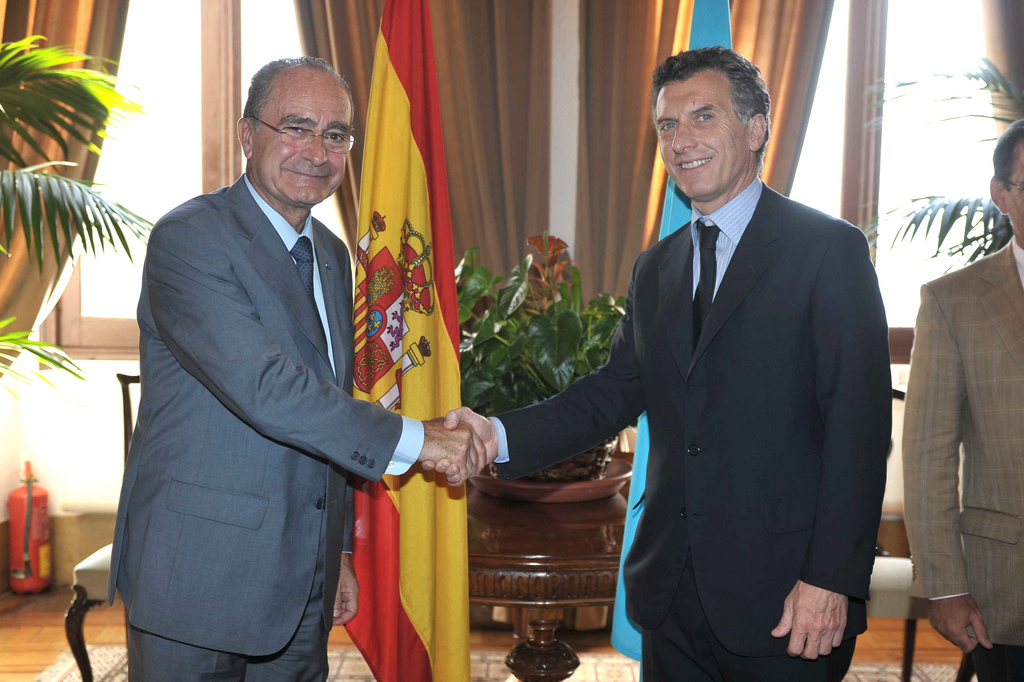
Francisco de la Torre, Alcalde de Málaga desde 2000.

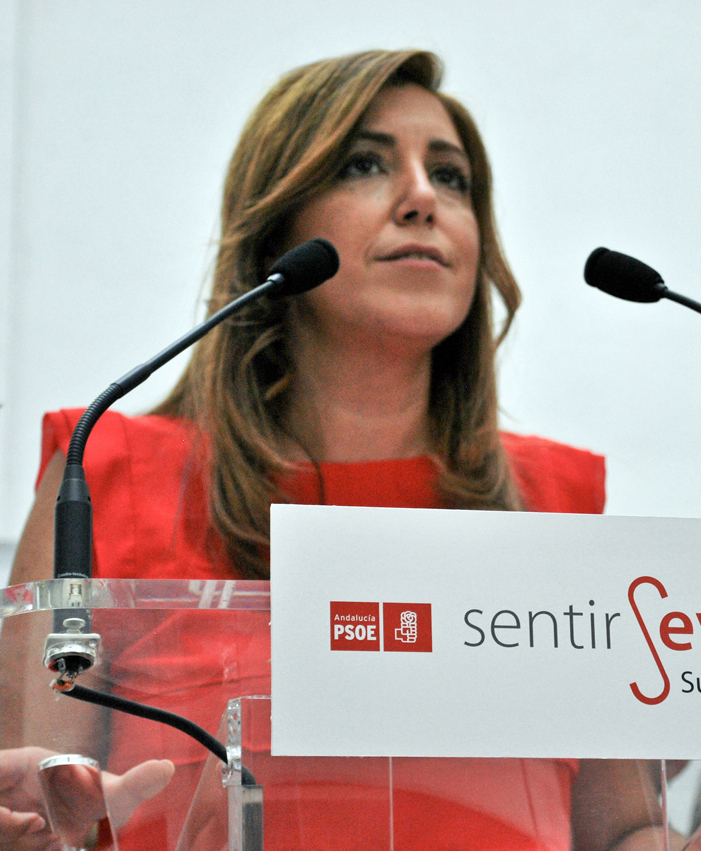
Susana Díaz, consejera de Presidencia e Igualdad hasta 2013, cuando asumió la presidencia de la Junta de Andalucía.

Uno de los cargos institucionales más críticos contra el centralismo de la Junta de Andalucía ha sido el alcalde de Málaga Francisco de la Torre:

La centralización enorme, brutal, en una región tan grande ha sido un gran error (…) La autonomía que reclamábamos en el 77 no es ésta. Hay una estructura administrativa en la cual no nos reconocemos, para eso ya teníamos el centralismo de Madrid.
Francisco de la Torre (Especial Elecciones Andaluzas 2012, Grupo Joly)

Entre las actitudes que De la Torre consideraba como centralistas se encuentra la calificación del puerto de Málaga como regional frente al puerto de Sevilla como internacional, o la pérdida de la sede de la Confederación Hidrográfica del Sur en favor de la Agencia Andaluza del Agua con sede en Sevilla. Sin embargo, una de las principales críticas del regidor malagueño están relacionadas con la pretendida Ley de Capitalidad de Sevilla, que prevé una dotación presupuestaria adicional para contrarrestar los inconvenientes de albergar la capitalidad autonómica, insistiendo en que Sevilla ya tiene muchos beneficios por el hecho de ser la capital administrativa. La Junta de Andalucía, en voz de su entonces consejera de Presidencia e Igualdad Susana Díaz, pidió al alcalde de Sevilla que no cayera en un «centralismo sevillano» respecto a la Ley de Capitalidad.

### Centralismo en el reparto de poder y en la estructura de los partidos políticos

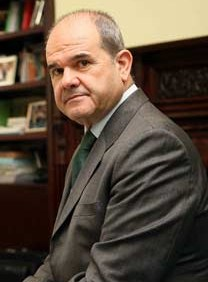
Manuel Chaves, presidente de la Junta de Andalucía entre 1990 y 2009.

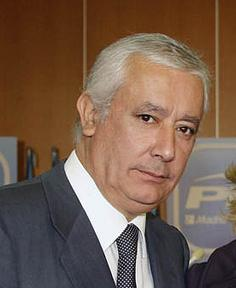
Javier Arenas, secretario general del Partido Popular de Andalucía entre 1993 y 1999 y entre 2004 y 2012.

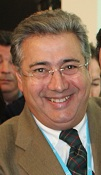
Juan Ignacio Zoido, alcalde de Sevilla desde 2011 y secretario general del Partido Popular de Andalucía desde 2012.

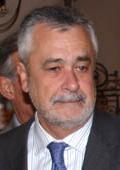
José Antonio Griñán, presidente de la Junta de Andalucía entre 2009 y 2013.

En 2013 se puso de manifiesto que la provincia de Sevilla acaparaba a más de la mitad de los consejeros de los órganos consultivos de Andalucía. De ellos, los consejeros pertenecientes al PSOE estaban equilibrados, pero eran sevillanos el 70% de los consejeros del Partido Popular, así como 4 de los 5 consejeros de Izquierda Unida.
En cuanto a la estructura de poder político, el director del diario Sur de Málaga denunciaba en 2012 el «centralismo sevillano imperante tanto en el PSOE como en el PP de Andalucía». Es destacable que todos los presidentes que ha tenido la Junta de Andalucía han estudiado en la Facultad de Derecho de la Universidad de Sevilla y han residido en esta provincia, al igual que los líderes del Partido Popular andaluz Javier Arenas y Juan Ignacio Zoido. Cuando Javier Arenas encabezó la lista almeriense para concurrir a las elecciones autonómicas de 2012, se refirió a Almería como «la más lejana del centralismo de Andalucía». Más adelante, cuando Zoido sucedió a Arenas en el cargo, la apuesta del nuevo dirigente por un mayor número de miembros de su provincia en la dirección del Partido Popular andaluz fue considerada como un caso de centralismo sevillano por parte de dirigentes del mismo partido en otras provincias.

### Centralismo de las inversiones públicas
La red de carreteras que se priorizó en Andalucía en las décadas de los 80 y 90 del siglo XX «aumentó el papel dominante de Sevilla y los desequilibrios internos dentro de Andalucía». Esa política de carreteras se consideró que «no es eficiente porque privilegia a Sevilla -que experimenta desde principios de la década de los años sesenta y hasta 1986, cuando se inician las obras de la Exposición Universal, un lento pero inexorable declive socio-económico, ignorando que el mayor dinamismo regional, tanto demográfico como económico, se encuentra en la costa mediterránea, donde además las necesidades infraestructurales son mayores».
Los sucesivos planes de carreteras para Andalucía han priorizado la necesidad de afirmar la centralidad funcional de la capital regional, conllevando la desarticulación del espacio litoral, el estancamiento de las provincias orientales, la orientación creciente de Almería hacia Murcia y la ralentización del potencial de crecimiento de Málaga. Ello es consecuencia del proceso de unificación regional, pasando del modelo tradicional con doble capitalidad Sevilla-Granada a un modelo de capitalidad única con el objetivo de consolidar la idea de unidad regional organizando un territorio andaluz bien definido en torno a un centro, Sevilla, en detrimento del segundo centro regional, Granada, y en menor medida del potente centro emergente del litoral, Málaga.
No existen datos oficiales sobre cómo se ha repartido en el territorio el presupuesto de la Junta de Andalucía desde 1982, lo que según el director del Instituto de Desarrollo Regional de Andalucía, Carlos Román del Río, se debe a que «hay un cierto temor a ver los resultados, porque quizás se intuye qué es lo que va a salir», al estar el gasto público concentrado en algunos sitios y no ser equilibrador.

### Centralismo económico

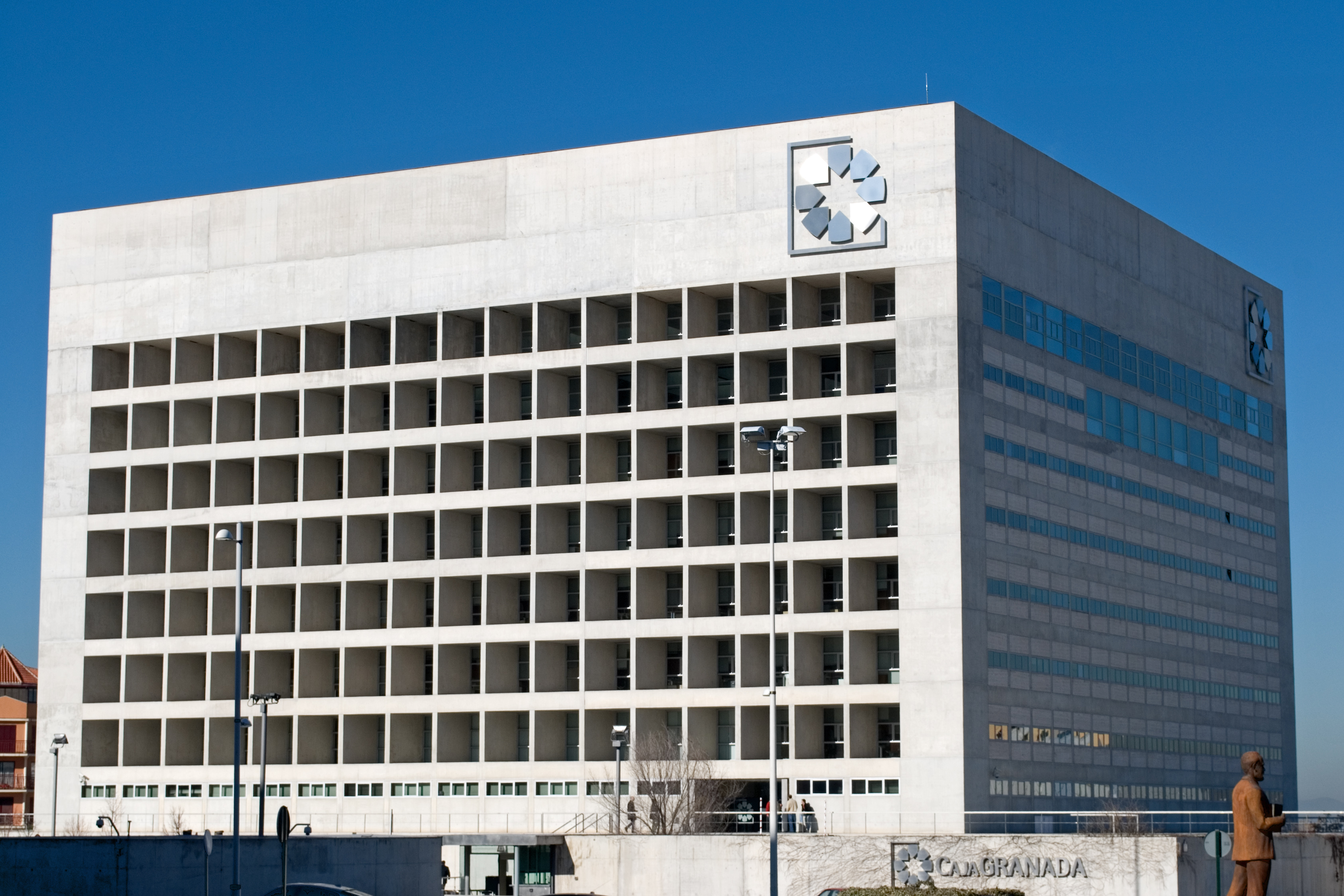
Sede central de Caja Granada.

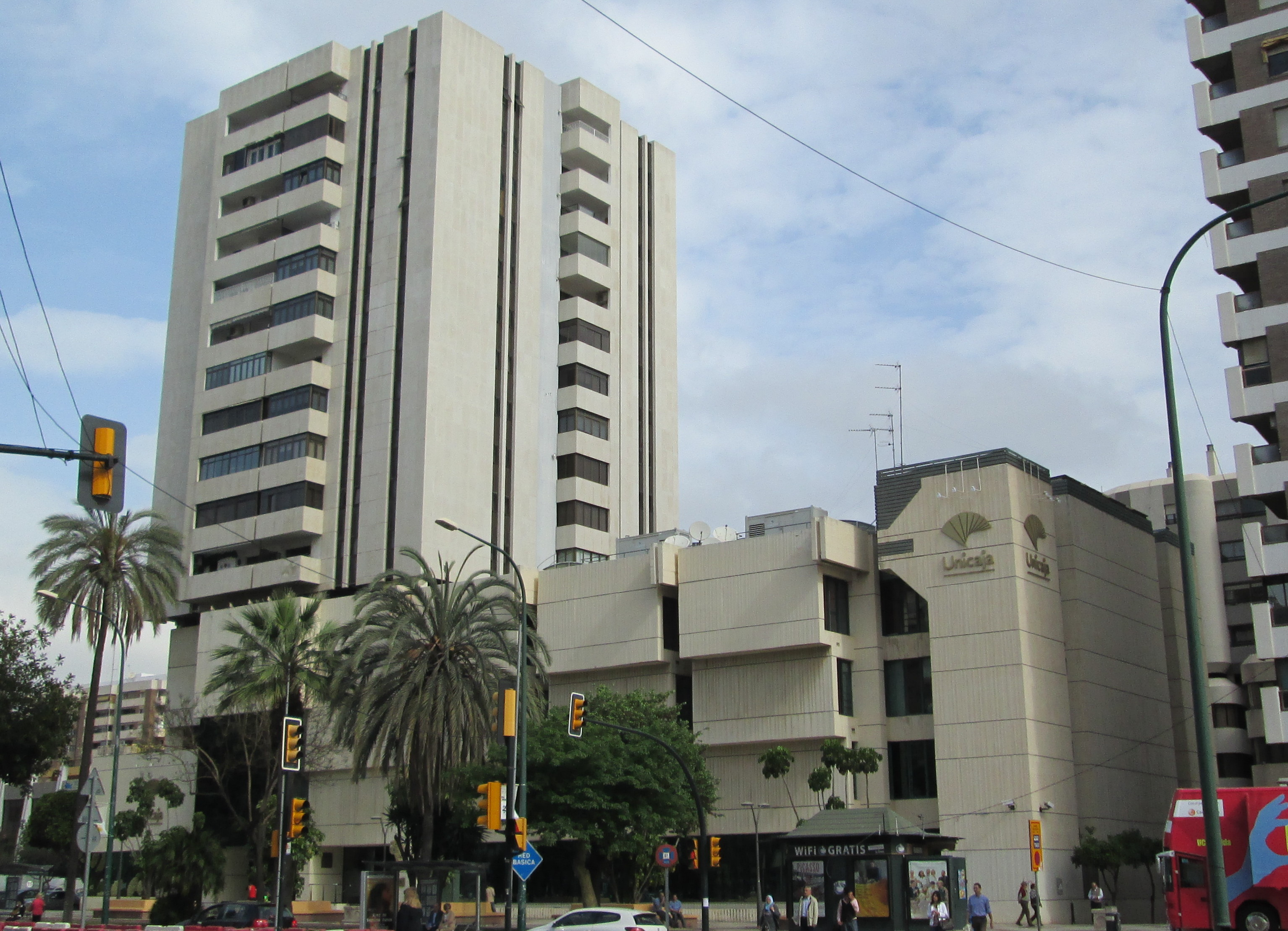
Sede central de Unicaja en Málaga, mayor entidad financiera de Andalucía en la actualidad y cuando se planteó la creación de la Gran Caja Andaluza.

A raíz del debate sobre la creación de una hipotética Gran Caja andaluza, surgieron críticas a unos supuestos intentos de centralismo sevillano al dejar abierta la posibilidad de radicar la sede de la caja en Sevilla, en lugar de en Málaga donde tenía su sede la principal caja andaluza, Unicaja. En este contexto, un panel de expertos surgido en 2009 tras la publicación de un estudio económico de Málaga encargado por Cajamar, destacó que el poder político centralizado en Sevilla había absorbido también al poder económico y social. Así, tanto el traslado de la dirección de las políticas de aguas en el Mediterráneo de Málaga a Sevilla, como la polémica por la sede de la Gran Caja Andaluza, lo vinculaban a un proceso que tendría su origen en el propio modelo autonómico marcado por un centralismo ineficiente.
En Granada, el empeño de la Junta de Andalucía por forzar la integración de Caja Granada en la Gran Caja Andaluza se consideraba una actitud centralista. Al poco tiempo de plantearse el proyecto, el exalcalde de Granada Antonio Jara advertía de que una «servil dependencia financiera» agravaría aún más los demás efectos del centralismo autonómico.

### Centralismo lingüístico
Antonio Narbona, Catedrático de Lengua Española de la Universidad de Sevilla, indica que determinadas propuestas en materia lingüística han sido percibidas como un nuevo intento de centralismo sevillano. Según él, dichas propuestas se enmarcan en la idea nacionalista de fijar una norma lingüística de referencia para todos los andaluces, que bajo los nombres de «norma culta del andaluz» o «andaluz culto», «tienden a encubrir la presión de una posición centralista desde la capital autonómica, por su referencia normativa al habla de los cultos de Sevilla».

### Centralismo en los medios de comunicación

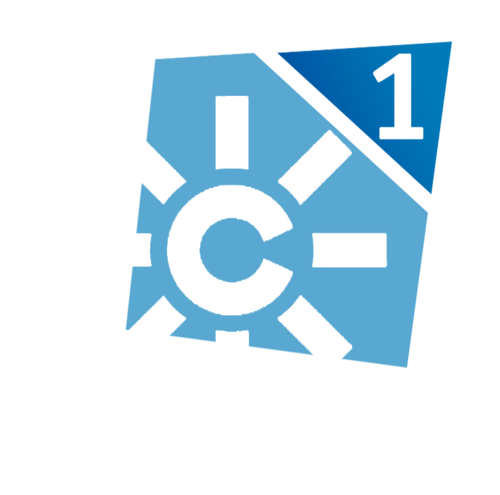
Logotipo de Canal Sur, principal canal de la televisión autonómica de Andalucía.

El inicio de la actividad del Centro Territorial de Televisión Española en Andalucía mediante su programa «Telesur», con sede en Sevilla, se consideró imprescindible para la implantación de una conciencia andaluza, mostrando fundamentalmente tópicos y costumbres bajoandaluzas. Así, Telesur era conocido popularmente como «Telesevilla» al predominar temas relacionados con Sevilla en sus contenidos, extendiéndose con el tiempo esa denominación a la televisión autonómica de Andalucía.

## Percepción social del centralismo sevillano

### Encuestas
Según publicaba el Catedrático José Cazorla en 1999, «los andaluces consideran muy mayoritaria y fundadamente que la autonomía ha beneficiado a algunas provincias, perjudicando a otras», opinión que venía repitiéndose en las encuestas desde hacía más de diez años, señalando en un 79% a la provincia en que se encuentra la capital, en este caso Sevilla, como la que se lleva la parte más sustanciosa de las ventajas de la autonomía.
La opinión se mantenía una década después cuando una encuesta publicada en 2010 por el diario Ideal revelaba que el 60% de los malagueños, el 67,7% de los granadinos y el 62,3% de los almerienses, consideraban que el sistema autonómico beneficia a una provincia por encima de otras. El 85,7% de los andaluces que reconocían la existencia de centralismo autonómico señalaban a Sevilla como la provincia beneficiada.
Una nueva encuesta publicada en 2011 por el diario Sur evidenciaba una percepción de agravio con Sevilla en más de la mitad de los andaluces. De ellos, donde más se apunta a Sevilla como la gran favorecida es en Huelva (95,9%), Málaga (88,1%) y Granada (87,5%).

### Movimientos sociales contrarios

#### Málaga en la década de los 90 delsigloXX
En la última década del siglo XX aparecieron movimientos sociales y políticos opuestos al centralismo sevillano que tuvieron poco recorrido, pero que gozaron de especial significación en la provincia de Málaga. Así, en 1992 se organizó la Plataforma por Málaga, que reivindicaba «la autonomía malagueña como respuesta al centralismo sevillano», contando con el apoyo de militantes y cargos públicos del Partido Popular. Coincidente en el tiempo, todos los partidos políticos con representación salvo el PSOE organizaron una manifestación en Málaga, en la que participaron 14.000 manifestantes según los convocantes y 8.000 según la oposición, contra «los privilegios económicos de Sevilla», en la que predominaban las pancartas «contra el PSOE y el centralismo sevillano».

#### SigloXXI
A partir de la primera década del siglo XXI surgieron nuevos movimientos asociativos que igualmente denunciaban lo que ellos calificaban como centralismo sevillano. Entre esos movimientos figuran la Plataforma por Andalucía Oriental a partir de 2008, la Asociación Rayya a partir de 2009, así como la Plataforma Pro Autonomía de la Región de Málaga (Paurma) desde 2010.
Desde el mundo académico algunas personalidades han emitido opiniones críticas frente al centralismo sevillano, como el Catedrático de Derecho Administrativo de la Universidad de Granada José Torné-Dombidau, o el profesor de la Universidad de Málaga Teodoro León Gross.

### Negacionismo

Alejandro Rojas Marcos, alcalde de Sevilla entre 1991 y 1995.

El principal foco negacionista se encuentra en la provincia de Sevilla, donde al contrario que en las demás provincias andaluzas, más de la mitad de la población considera que existe un trato igualitario para todas las provincias, existiendo manifestaciones en la prensa al respecto.
A nivel político, destacados representantes de la provincia de Sevilla igualmente han insistido en la negación de este tipo de centralismo. Así, durante la etapa constituyente de las comunidades autónomas, cabe destacar a políticos sevillanos como el expresidente de la Junta de Andalucía Rafael Escuredo rechazando la tesis del centralismo sevillano, así como el exalcalde de Sevilla y líder andalucista Alejandro Rojas Marcos negando las acusaciones de centralismo sevillano tras intercambiar con el PSOE las alcaldías de Granada y Huelva para ganar la alcaldía de Sevilla. Más adelante justificó el intercambio de alcaldías diciendo «No me imagino a ningún partido cogiendo Gerona, Lérida y Tarragona en vez de Barcelona». Según él, las acusaciones de centralismo sevillano ahondaban las diferencias entre Andalucía Oriental y Andalucía Occidental, que eran un invento de la derecha para dividir a los andaluces.
Por su parte, el Partido Popular de Sevilla, lejos de reconocer actitudes centralistas, considera que existe un «complejo de centralismo sevillano» que causa temor en la Junta de Andalucía a la hora de dotar a Sevilla con las inversiones que le corresponden.

### Personalidades que cambiaron de opinión
El exalcalde de Granada Antonio Jara Andréu participó en 1980 en un acto de afirmación andalucista defendiendo que Andalucía no era sólo Sevilla, sino todas las provincias, en referencia a las acusaciones de pretendido centralismo sevillano provenientes de la UCD de Granada. En contraste, dos décadas después declaró:

la capitalidad de Sevilla ha sido mal entendida y peor ejercida en Andalucía (...) Antes de hablar de capital, capitalidad o capitalidades, hay que hablar de desequilibrios, marginación, postergación y agravios. Porque haberlos los hay (...) A veces, un impúdico y mal disimulado complejo de superioridad social sevillana lastra la necesaria preocupación por alcanzar mayores niveles de funcionalidad política y administrativa en el seno de la Comunidad Autónoma.

José Cazorla Pérez, Catedrático de Derecho Político, ex-decano de la Facultad de Derecho y primer decano de la Facultad de Ciencias Políticas y Sociología de Granada, fue uno de los defensores de Andalucía como proyecto único durante la Transición, restándole importancia a las acusaciones de centralismo sevillano. Concretamente, en la campaña a favor del referéndum del 28 de febrero de 1980 aseguraba que «si hubiera sospechas de centralismo dentro de la región, tiempo habrá de impedirlo». Sin embargo, esa afirmación contrasta con lo que publicó una década más tarde cuando dijo que «están consiguiendo en los doce últimos años que Granada pase a la categoría de suburbio sevillano». Asimismo contrasta con las claves del centralismo autonómico que publicó en 2002:

Después de la Autonomía ha ocurrido un fenómeno que en cierto modo ha acentuado estas diferencias internas (...) Esto ha ocurrido como consecuencia de la absorción por Sevilla de la capitalidad de la región. Durante mucho tiempo hubo dos capitalidades administrativas en Andalucía, dentro de un Estado unitario, como era el estado franquista. En Granada había una administración pública para la zona oriental y otra en Sevilla para la zona occidental. Cuando se inicia la Autonomía se pierde la capitalidad oriental, concentrándose los funcionarios autonómicos mayormente en Sevilla. Esta absorción perjudicó mucho a Granada, donde se localizaban delegaciones de todos los ministerios, las cuales han ido desapareciendo desde 1982 (…)  Granada ha sido tratada como una provincia sin importancia (…) Existe un excesivo centralismo de la administración pública. El principio de la Autonomía era acercar la administración al contribuyente, pero cualquier cuestión importante se decide en Sevilla frente al espíritu de la autonomía.